# Adi Lödel
Adi Lödel (* 14. Dezember 1937 in Hamburg; † Juni 1955 ebenda; geboren als Adolf Heinrich Hoff) war ein deutscher Schauspieler, Hörspiel- und Synchronsprecher.

## Leben und Wirken
Adolf Heinrich Hoff, Sohn des Fahrzeugmechanikers August Hoff und seiner Ehefrau Elfrieda geb. Isebarn, verlor seinen Vater 1939 durch einen Unfall. Seine nun verwitwete Mutter heiratete später den Tischler Willi Lödel, dessen Nachnamen er übernahm.
Seit 1947 wirkte Adi Lödel beim Kinderfunk des NWDR Hamburg mit und erhielt eine Aufgabe bei einer Hörspielserie. Zugleich synchronisierte er US-amerikanische Westernfilme. Unter 120 Bewerbern wählte man ihn als Schauspieler für den Film Lockende Gefahr aus.
Seine unbeschwerte, natürliche Darstellung eines heranwachsenden Jungen brachte ihm eine noch bedeutendere Rolle ein: In der amerikanischen Produktion Entscheidung vor Morgengrauen spielte er einen Hitlerjungen, der zwischen seinen vermeintlichen Pflichten und der Sympathie zu einem Deserteur schwankt. Nach weiteren Filmen spielte er in Kinder, Mütter und ein General erneut einen fanatisierten deutschen Jungen in der Zeit des Zweiten Weltkriegs.
Adi Lödel nahm Schauspielunterricht bei Joseph Offenbach und debütierte unter dessen Regie 1951 am  Deutschen Schauspielhaus in dem Stück Hans im Totoglück. Nebenher arbeitete er als Botenjunge beim NWDR. Adi Lödel, der erheblich zum Unterhalt seiner erwerbslosen Eltern und Geschwister beitrug, wurde 1955 völlig überraschend erhängt am Dach der elterlichen Wohnbaracke aufgefunden.

## Filmografie
- 1950: Lockende Gefahr
- 1951: Entscheidung vor Morgengrauen (Decision Before Dawn)
- 1951: Hilfe, ich bin unsichtbar!
- 1951: Die verschleierte Maja
- 1952: Ich hab’ mein Herz in Heidelberg verloren
- 1953: Skandal um Peggy (TV)
- 1953: Liebeskrieg nach Noten
- 1954: Vater braucht eine Frau (TV)
- 1955: Kinder, Mütter und ein General

## Hörspiele
- 1949: Achtung Falschgeld – Regie: Gustav Burmester
- 1950: Ein Tag wie morgen – Regie: Fritz Schröder-Jahn
- 1950: Fünftausend Dollar Belohnung – Regie: Fritz Schröder-Jahn
- 1950: Engel Kirk – Regie: Hans Freundt
- 1951: Das Geheimnis der Yosemite-Indianer – Regie: Kurt Reiss
- 1951: Bummel durch den Juli – Regie: S. O. Wagner
- 1951: Die großen Brüder – Regie: Hans Freundt
- 1951: Der alte Roboter – Regie: Kurt Reiss
- 1952: Hinter sieben Fenstern brennt noch Licht – Regie: Fritz Schröder-Jahn
- 1952: Bummel durch den März – Regie: Hans Rosenhauer
- 1952: Pole Poppenspäler – Autor: Theodor Storm; Regie: Werner Perrey
- 1952: Karussell zu verkaufen – Autoren: Herbert Reinecker und Christian Bock; Regie: Helmut Käutner
- 1952: Stranitzky und der Nationalheld – Autor: Friedrich Dürrenmatt; Regie: Fritz Schröder-Jahn
- 1952: Leewen Beseuk – Regie: Hans Freundt
- 1952: Ein Paß für Madeleine – Regie: Gerlach Fiedler
- 1953: Finkwarder [...] – Autor: Rudolf Kinau; Regie: Hans Freundt
- 1953: Rungholt – Regie: Günter Jansen
- 1953: Menschliche Komödie (8 Teile) – Autor: William Saroyan; Regie: Hans Rosenhauer
- 1953: Begegnung im Wald – Regie: Gert Westphal
- 1953: De Faart na't witte Aland – Regie: Hans Tügel
- 1953: Das Buch mit den drei goldenen Schlössern – Regie: Günter Siebert
- 1953: Der Flötenengel – Autor: Luise Rinser; Regie: Gustav Burmester
- 1954: Hein Mahrt – Autor: Werner Perrey; Regie: Hans Tügel
- 1954: Harten ünner'n Hamer – Regie: Hans Tügel
- 1954: Holländisch-niederdeutsche Stunde: Zwei Kurzhörspiele – Regie: Hans Tügel
- 1954: Oold Isen – Regie: Hans Tügel
- 1954: Meist as ehr Mudder – Autor: Rudolf Kinau; Regie: Hans Tügel
- 1954: Das Haus am See – Regie: Oswald Döpke
- 1954: Ich suche meinen Namen – Autor: Siegfried Lenz; Regie: Günter Siebert
- 1954: Wokeen kennt mi? – Regie: Günter Jansen
- 1955: Beherrschung ist alles! – Regie: S. O. Wagner
- 1955: Die Madame Bovary vom Montparnasse – Regie: Gerda von Uslar
- 1961?: De achter uns steiht – Regie: Hans Tügel